# Alexei Andrejewitsch Araktschejew
Graf Alexei Andrejewitsch Araktschejew (russisch Алексей Андреевич Аракчеев, wiss. Transliteration Aleksej Andreevič Arakčeev; * 23. Septemberjul. / 4. Oktober 1769greg. auf dem Gut Garusovo, Statthalterschaft Twer; † 21. Apriljul. / 3. Mai 1834greg. in Grusino, Gouvt. Nowgorod) war ein General und Staatsmann im Russischen Kaiserreich.

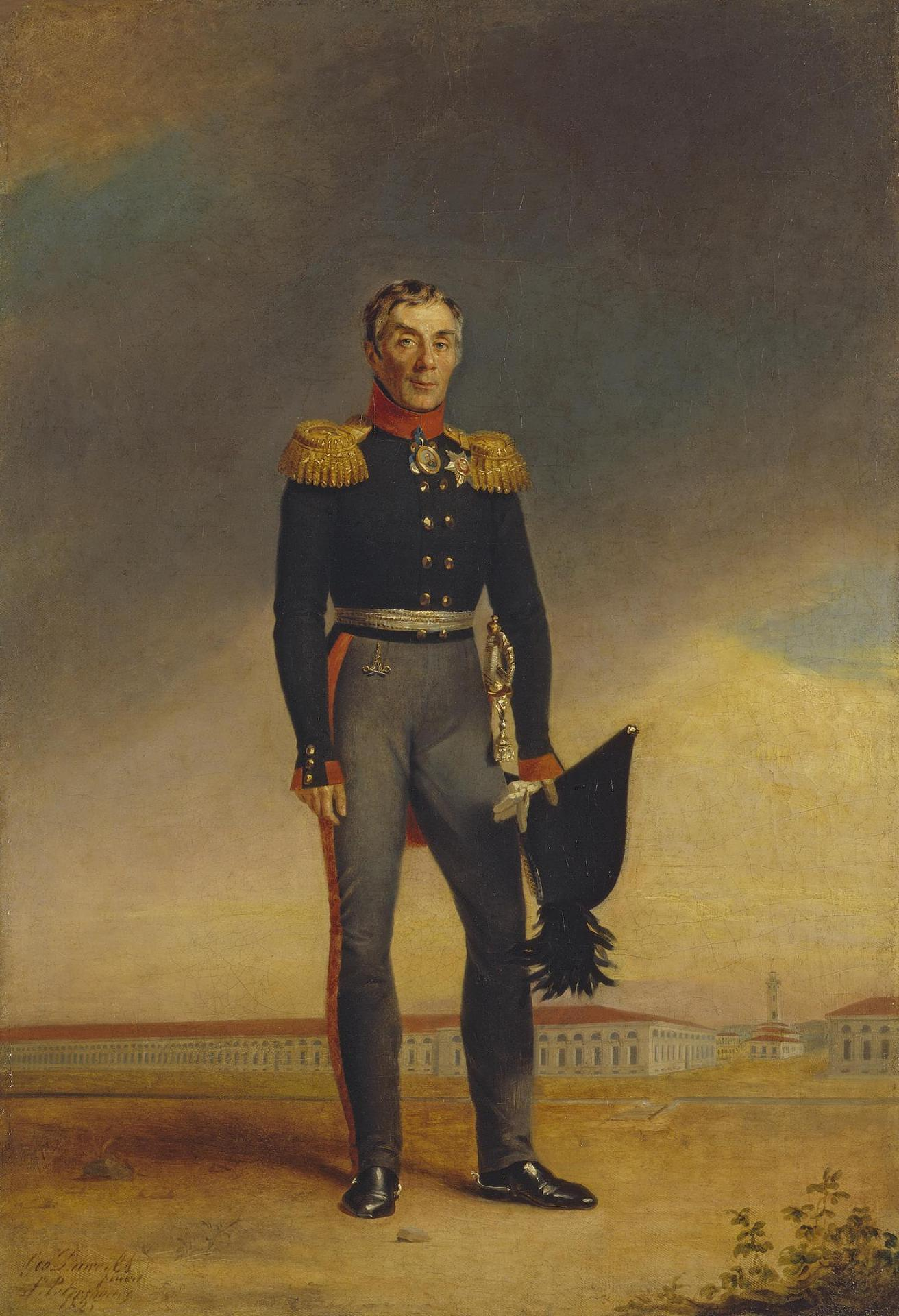
George Dawe: Graf Alexej Andrejewitsch Araktschejew (1769–1834) im Jahr 1823, auf dem Höhepunkt seiner Macht, im Hintergrund eine seiner Militärkolonien, wohl Staraja Russa bei St. Petersburg

Seit 1808 Kriegsminister und Mitglied des Staatsrates, galt der „Gamaschenknopf“ und „Korporal von Gatschina“ seit 1815 im In- und Ausland wegen seiner Machtfülle als "Großwesir", "Vizekaiser" des Reiches und Inbegriff der Autokratie, um den sich aufgrund seiner Rücksichtslosigkeit, Effektivität und Unbestechlichkeit, aber auch seines Machtbewusstseins schon zu Lebzeiten Legenden rankten. Als Vertrauter und Freund des Kaisers Alexander I. war er in dessen Abwesenheit mit der Leitung der russischen Innenpolitik betraut.
Unter den Romanow-Dynastie (1613–1917) soll niemand mächtiger gewesen sein, als Graf Araktschejew im ersten Viertel des 19. Jahrhunderts (1801–1825) unter Kaiser Alexander I. Die Gründung und Leitung der wegen ihres Zwangscharakters berüchtigten russischen Militärkolonien nach den Vorstellungen des Kaisers seit 1810/1815–1825 war sein Werk. Die Aufstände, die damit einhergingen, unterdrückte er rigoros und blutig. Der nach ihm benannte Begriff der „Arektschejewschtschina“ (russ. Аракчеевщина) gilt seither als Synonym für obrigkeitliche Übergriffe, unbillige Härte und Schikane.
Wie sein Altersgenosse Napoleon Bonaparte (geb. 1769) und sein jüngerer Kollege, der Popensohn und russische Staatsmann Michail Michailowitsch Speranski (Jg. 1772) war Araktschejew ein Selfmademan, der seinen Aufstieg im Wesentlichen sich selbst verdankte; familiäre Netzwerke besaß er nicht, die öffentliche Meinung oder die Missachtung seiner Umgebung waren ihm gleichgültig.
Trotz seines Konservativismus bereitete Araktschejew auf Weisung des Zaren jedoch auch die Bauernbefreiung in Russlands baltischen Provinzen vor und entwickelte Pläne zur Emanzipation der Leibeigenen in Russland (1818).
Seine Reform der Artillerie („System von 1805“), die er mit großem Engagement betrieb, ermöglichte es den Russen, der führenden Artilleriemacht des Kontinents, den Franzosen, die Stirn zu bieten.

## Leben

### Herkunft und Erziehung
Araktschejew entstammte einer adligen, aber unbedeutenden Grundbesitzerfamilie aus der Region Twer. Der Vater, Andrei Andrejewitsch Araktschejew (1732–1797), zog ihn und seine Geschwister in bescheidenen Verhältnissen auf, von der Mutter, Elisaweta Andrejewna Witlizkaja (1750–1820), erbte er den Hang zu unentwegter Tätigkeit, eine pedantische Liebe zu Ordnung und Disziplin und eine strenge Pflichtauffassung.

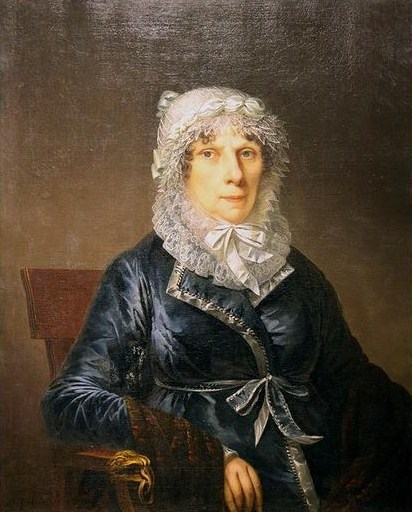
Elisaweta Andrejewna Araktschejewa, Gemälde von János Rombauer (1782–1849) aus dem Jahr 1809

### Kadettenkorps in St. Petersburg
Nachdem ihm ein Pope Grundkenntnisse im Lesen, Schreiben und Rechnen beigebracht hatte, gelang es dem Vater, ihn 1782 im Alter von dreizehn Jahren im soeben gegründeten Artillerie-Kadettencorps unter dem exzentrischen General Melissino in St. Petersburg unterzubringen, wo er eine große Begabung für Mathematik und Militärwissenschaften zeigte, nicht dagegen für das Französische, das am St. Petersburger Hof gesprochen wurde und das ihm zeitlebens fremd blieb. Den Mangel an Bildung und Umgangsformen, den er jedoch auch geschickt einzusetzen verstand, hat Araktschejewitsch zeitlebens bedauert.
Im Alter von 15 Jahren im Jahr 1784 Unteroffizier und damit Aufseher über seine Kameraden geworden, zeichnete er sich durch unnachsichtige Strenge gegen die Kadetten und absoluten Gehorsam gegenüber den Vorgesetzten aus. Den Söhnen seines Chefs, des Generals Melissino, und des Feldmarschalls, Großfürsten und Prinzenerziehers, Graf Saltykow, der sein Förderer wurde, gab er Nachhilfe in Artillerie und Festungsbau.

### Aufstieg und Entlassung unter Zar Paul I.
Die Ausbildung im Artillerie- und Pionierkadettenkorps schloss er 1787 mit dem Rang eines Unterleutnants ab, wo er anschließend als Ausbilder blieb und 1790–1792 Adjutant des Direktors des Kadettenkorps, Melissino, wurde. Dieser empfahl ihn als leitenden Offizier für die neu zu gründende Artillerieeinheit des Thronfolgers Paul an dessen Wohnsitz Schloss Gatschina, etwa 35 km südlich von St. Petersburg, wo Araktschejew 1792 als Hauptmann das Kommando über die kleine Artillerieeinheit übernahm.
Der Großfürst und Thronfolger Paul wurde von seiner Mutter, der Zarin Katharina II., sorgsam von allen politischen Aufgaben ferngehalten und unterhielt in Gatschina auf eigene Kosten eine Truppe von einigen hundert Mann, bestehend aus allen Waffengattungen, darunter eine Miniaturflotte, vor allem zu Exerzier- und Übungszwecken, eine „Spielzeugarmee“, wie sie spöttisch genannt wurde; eine solche Musterarmee hatte allerdings vor ihm schon Zar Peter der Große besessen, der sie dann gegen die Strelitzen und als Blaupause für seine Reformarmee einsetzte. Die kleine Truppe bot zudem nach dem Russisch-Schwedischen Krieg von 1788-179 einen gewissen Schutz der Hauptstadt St. Petersburg vor einer Invasion, war aber in der Regel mit Auf- und Abmarschieren, Wachdienst, Paraden usw. nach altpreußischem Muster beschäftigt.
Da die "Spielzeugarmee" als wenig prestigeträchtig galt, stieg Araktschejew aufgrund seines Einsatzes zum Thronfolger rasch auf, dessen Vorliebe für militärischen Drill, strikten Gehorsam und Paraden nach dem Vorbild des preußischen Soldatenkönigs er teilte, und war zum Schluss Oberst und Befehlshaber nicht nur der Artillerie, sondern des gesamten Gatschinaer Heeres. 1795 verfasste er ein Trainingshandbuch, das lange als Standard in der russischen Armee galt.
Als 1795 die Söhne Pauls, Alexander und Konstantin, an den Paraden und Manövern ihres Vaters in Gatschina teilnahmen, wurden sie von Araktschejew betreut, der den jungen Großfürsten und zukünftigen Kaiser Alexander durch seine diskreten Hilfestellungen davor bewahrte, sich militärisch zu blamieren, was den Zorn des Vaters hervorgerufen hätte. Ein Briefwechsel, der bis zum Lebensende des Zaren andauerte, festigte das Band zwischen dem Zarensohn und dem acht Jahre älteren Drillmeister.
Seine Unbestechlichkeit, Uneigennützigkeit und vor allem seine uneingeschränkte Loyalität machten ihn trotz aller Anfeindungen wegen seiner Härte und Rohheit zum Favoriten des Zaren.

„Wo er herrschte, galt die Ansicht, dass es nur zweierlei Arten von Dingen gebe: befohlene und verbotene, und nur insofern die Dinge das eine oder das andere waren, hatten sie einen positiven oder negativen Wert.“

Nach Pauls Thronantritt im Jahr 1796 wurde Araktschejew, zugleich mit der Eingliederung des Gatschinaer Truppe in die reguläre Armee, noch im selben Jahr Generalmajor, Kommandeur des prestigeträchtigen Preobraschensker Leib-Garderegiments, einer Eliteeinheit, und Militärkommandeur von Sankt Petersburg; er erhielt den St. Annenorden 1. Klasse und wurde 1797 zum Baron und Ritter des Alexander-Newski-Ordens erhoben. 1798 wurde er zum Generalleutnant, 1798 zum Generalquartiermeister des Heeres befördert. Paul schenkte ihm darüber hinaus den Landsitz Grusino im Gouvernement Nowgorod südlich von St. Petersburg, den einstigen Besitz des Vertrauten Zar Peters des Großen, des Fürsten Menschikow, mit 2.000 leibeigenen Bauern.
Im März 1798 fiel Araktschejew wegen seiner rücksichtslosen Härte – u. a. hatte sich ein Offizier aufgrund seiner Schikanen umgebracht – in Ungnade, wurde aber ehrenhaft verabschiedet.
Kaum ein halbes Jahr später berief ihn der Zar angesichts seiner Unentbehrlichkeit zurück und machte ihn zum Militärkommandeur von Sankt Petersburg, zum Kommandeur der Leibgarde-Artillerie, zum Inspekteur der gesamten russischen Artillerie sowie zum Komtur des Malteserordens; am 16. Mai 1799 erhob der Zar ihn sogar in den Grafenstand.
Im Herbst 1799 wurde Araktschejew erneut aus dem Dienst entlassen, weil er zugunsten seines Bruders einen falschen Wachrapport abgeliefert hatte; dies blieb – bis zu seinem Verhalten beim Tod seiner Lebensgefährtin, der Minkina (siehe unten) – der einzige Fall, in dem persönliche bzw. familiäre Rücksichten Araktschejews amtliches Handeln beeinflussten.
Er zog sich daraufhin vier Jahre lang auf sein Gut Grusino zurück, wo er – mit Ausnahme einer kurzen Reise nach Sankt Petersburg vor der Ermordung des Kaisers –  blieb. Paul I. hatte in Vorahnung der Verschwörung am Vorabend seiner Ermordung das Erscheinen Araktschejews angeordnet, die Hilfeschreiben wurden jedoch vom Haupt der Verschwörung, Graf Pahlen, abgefangen. Araktschejew hat sich die Schuld am Tod des von ihm hoch verehrten Herrschers stets vorgeworfen, den er seiner Meinung nach hätte verhindern können.

### Wiedereinstellung unter Kaiser Alexander I.

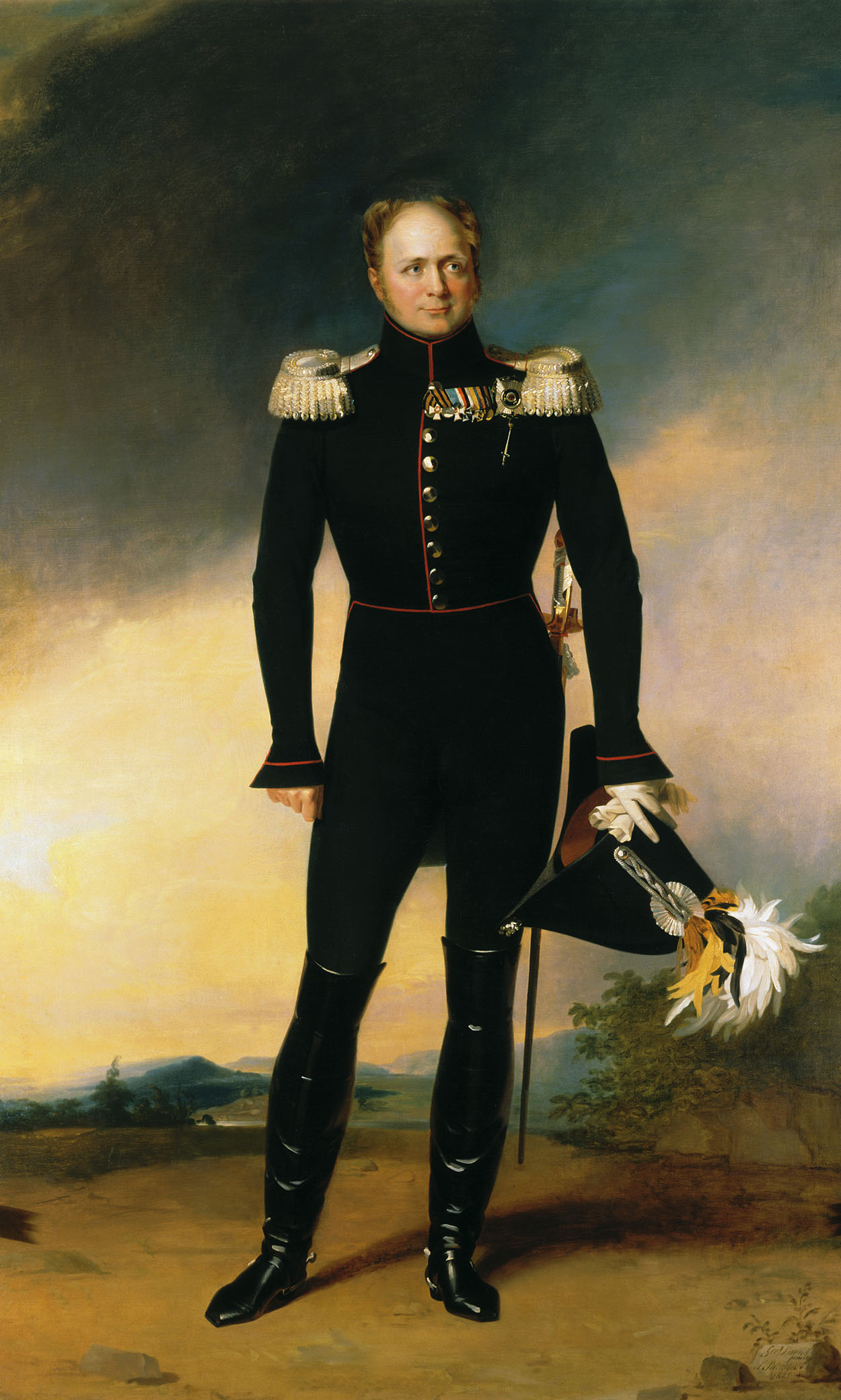
George Dawe: Zar Alexander I. von Russland (1826, Museum Peterhof)

1803 setzte ihn der neue Zar, Alexander I. (1802–1825), der ihn und seine Ergebenheit von Gatschina her kannte, wieder in seine Position als Kommandeur des Artilleriebataillons der Garde ein und beauftragte ihn als Generalinspekteur der Artillerie 1803 mit der Modernisierung der Waffengattung, die der führenden französischen Artillerie sowohl an Ausrüstung als auch an Einsatzmöglichkeiten unterlegen war. Ungemein fleißig und belastbar, nahm er auch fremde Anregungen zur Verbesserung sofort auf und setzte sie dank seines Organisationstalents und Engagements umgehend um. Seine Inspektionsreisen führten ihn zu sämtlichen Artillerieeinheiten des russischen Reichs, wie Araktschejew überhaupt das Gegenteil eines bürokratischen Stubenhockers war.
Der weit verbreiteten Korruption und dem Missmanagement bei Beschaffung und Lagerung sagte der ebenso gefürchtete wie unbestechliche Araktschejew, u. a. durch sofortige Entlassungen, den Kampf an.
Araktschejews Reform bestand aus mehreren Punkten:
- der Aufteilung der Artillerieeinheiten in unabhängige Formationen (Artilleriebrigaden) – die Artillerie wurde ein neuer Zweig der Armee,
- der Einführung neuer Vorschriften,
- der Vereinfachung des Schriftverkehrs,
- die Gründung von Ausbildungsbataillonen und -komitees (1808) samt einer eigenen Fachzeitschrift,
- einer besseren Personalausstattung,
- neuen Grundsätzen der Armeebesetzung und -verwaltung,
- einer Divisionsorganisation der russischen Garde und Armee,
- der Schaffung eines Rekrutierungsdepots,
- der Einführung der neuesten Waffentypen,
- besserer Herstellung, Bevorratung und Qualität der Kanonen und des Schießpulvers in der Waffenfabrik in Tulsa,
- Ausstattung des Heeres mit leichter Artillerie (kleinere Kaliber, leichtere Lafetten) – etwas, was bisher vor allem die französische Armee auszeichnete.

Sein „System von 1805“ bestand aus 6- und 12-Pfund-Geschützen sowie 2-, 10- und 18-Pfünder-Vorderladern (Licorne, sog. „Einhörner“), die meist als Flankengeschütze eingesetzt wurden. Die russische Armee wurde nach den Erfahrungen in Schlacht von Austerlitz (1805), in der 133 Geschütze, mehr als die Hälfte der russischen Artillerie, erobert worden waren (die Vendôme-Säule in Paris besteht aus deren Metall), nun mit moderner, starker Artillerie ausgestattet, die die französische an Menge übertraf und die Franzosen bereits 1806 in der Pultusk auseinandertrieb.

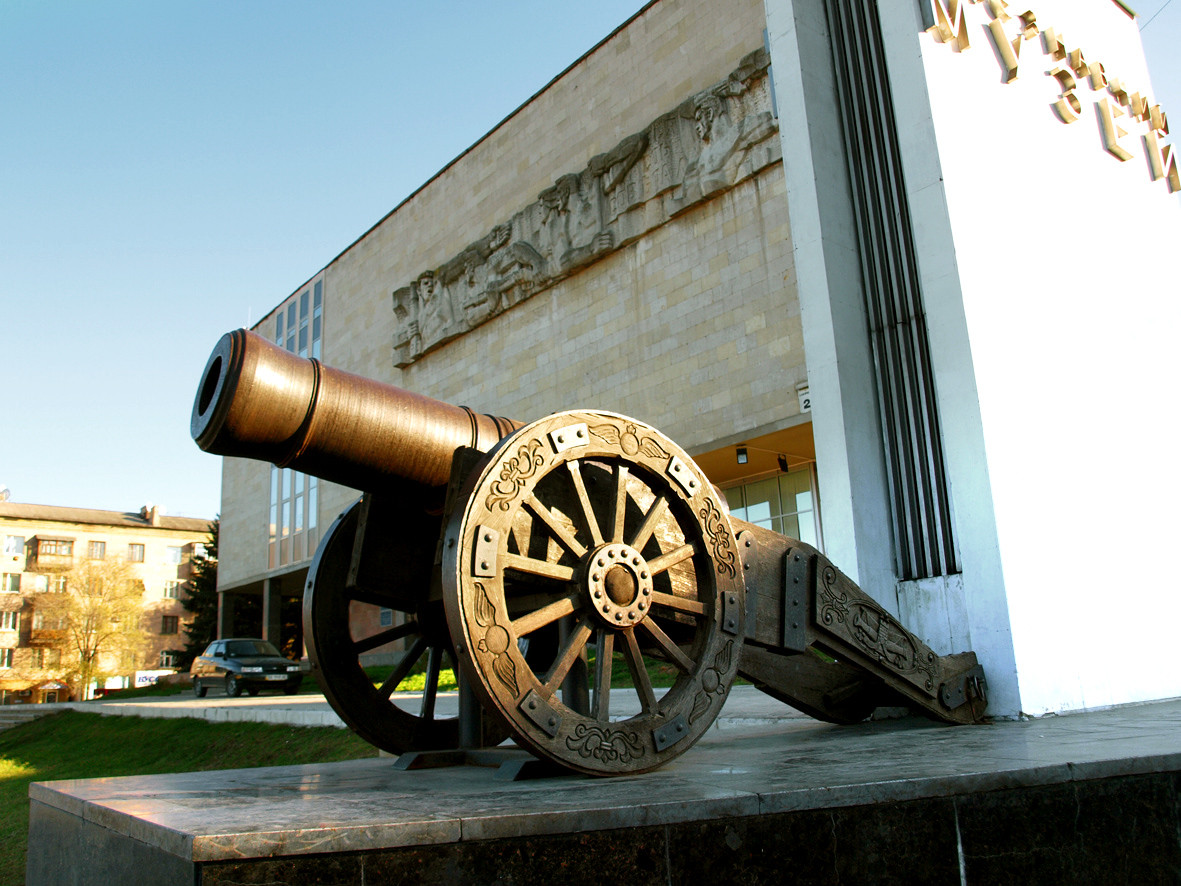
Russische Licorne, 1814

Die aus den bei Austerlitz (1805) erbeuteten Kanonen hergestellte Säule auf der Place Vendôme (Colonne Vendôme), 1806–1810

„Die russische Artillerie zählt zu der stärksten ihrer Art. Keine andere Armee führt so viele Geschütze mit sich, und bei keiner anderen Armee ist sie besser ausgestattet oder wird tapferer bedient.“

Im Verlauf der Napoleonischen Kriege machten sich Aratkschejews Reformen bezahlt, auch wenn vereinzelt das Fehlen schwerer Artillerie oder zu schwacher Lafetten bemängelt wurde.
Die Verleihung des Wladimirordens erster Klasse (1807) und des Andreasordens (1808), des höchsten Orden, der außerhalb der Familie des Zaren vergeben wurde und den er für den Schwedenfeldzug erhalten sollte, lehnte er aus Bescheidenheit ab, ebenso das Ansinnen, seine Mutter zur Hofdame der Kaiserin zu ernennen. Auch als der Kaiser ihm ein in Brillanten gefasstes Porträt übersandte, behielt er nur das Bild, das er in einen goldenen Rahmen fasste, und schickte die Edelsteine zurück.

### Generalinspekteur der Artillerie und Infanterie, Kriegsminister
1807 wurde Araktschejew zum General en chef der Artillerie, und im Jahr 1808 ernannte Alexander I. seinen Vertrauten sogar zum Kriegsminister, obwohl er um dessen Schwächen Bescheid wusste: mangelnde Bildung und Umgangsformen, keine Kriegserfahrung, Rücksichtslosigkeit bis hin zur Brutalität und extreme Unbeliebtheit bei Offizieren, Mannschaften und in der Öffentlichkeit. In Anbetracht von Araktschejews Einsatzbereitschaft, absoluter Loyalität, Unbestechlichkeit, Durchsetzungsfähigkeit und Effizienz nahm Alexander diese Eigenschaften jedoch bewusst in Kauf, um seine Vorhaben, vor allem ab 1810 die Militärkolonien, umsetzen zu können. Araktschejew vermochte bei seiner Ernennung durchzusetzen, dass er ohne Mittelsperson und unter Umgehung der Minister alleinigen Zugang zum Zaren hatte, dessen Neigung zur Isolation und zum Mystizismus er damit zugleich förderte wie entgegenkam.
„Ohne jemals aktiv an einem Gefecht teilgenommen zu haben... und dies in einer durchaus kriegerischen Zeit“ war damit der "Korporal von Gatschina" zum obersten Befehlshaber der Armee aufgestiegen, „genau jener Typ des Befehlsempfängers, der Paul I. als Ideal des gehorsamen Offiziers und fleißigen Beamten vorschwebte...“
Neben seiner Funktion als Generalinspekteur der Artillerie wurde Araktschejew im gleichen Jahr auch zum Generalinspekteur der Infanterie ernannt. Im September 1808 wurde das Rostower Musketierregiment umbenannt in Graf Araktschejew Musketierregiment (später Grenadier-Regiment).

#### Russisch-Schwedischer Krieg 1808–1809
Im Russisch-Schwedischen Krieg trieb Araktschejew – gegen den Rat der daran beteiligten Feldherren Knorring, Bagration und Barclay de Tolly – die vom Kaiser gewünschte winterliche Überquerung des zugefrorenen Bottnischen Meerbusens voran, ehe mit dem Frühling das Aufbrechen des Eises einsetzte und die englische Flotte eine Querung verhindern konnte.

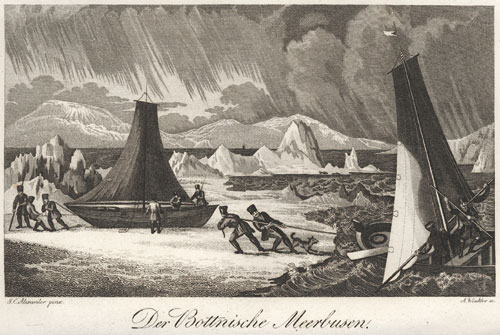
Soldaten auf dem zugefrorenen Bottnischen Meerbusen, um 1830

Zudem verhinderte Araktschejew einen vorzeitigen, ungünstigen Waffenstillstand, womit er den Russen die Herrschaft über die Aland-Inseln und Finnland sicherte; Finnland wurde ein autonomes Großfürstentum im Russischen Reich (bis 1917/1918), Barclay de Tolly wurde für die winterliche Überquerung des Kvarken mit dem Posten des Generalgouverneurs von Finnland belohnt, ehe er 1813 (in der Nachfolge Araktschejews) Kriegsminister wurde.

„In diesem Moment konnte ich feststellen, welche Macht dieser Minister [Araktschejew] hatte... Ohne mir zu antworten, läutete er nach seinem Adjutanten und befahl ihm, einen Erlass an alle Garnisonen und Regimenter in St. Petersburg aufzusetzen, mit dem Befehl, unter meiner Anleitung eine Monatsration Mehl zu backen, sie als Zwieback zu trocknen und mit eigenen Transportmitteln dorthin zu bringen, wohin ich sie haben wollte.“

Der Russisch-Schwedische Krieg war trotz der militärischen Glanzleistung, die sich nur mit Suworows Alpenüberquerung (1799) vergleichen lässt, in Russland nicht populär, da das Bündnis mit Napoleon I. den Russen weiterhin den Seeweg durch die von den Briten beherrschte Ostsee blockierte und die Resultate des Friedens von Frederikshamn mit Schweden daher bescheiden waren.
1809 wurde Araktschejew der Schwarze Adlerorden verliehen, der höchste Orden des Königreiches Preußen.
Als auf Anraten von Speranski 1810 als Schritt zu einer konstitutionellen Reform die Staatsführung umgestaltet wurde, zog Araktschejew es vor, eher dem Staatsrat anzugehören, als weiterhin als Kriegsminister tätig zu sein. Den Staatsrat, eine „Gerontokratie“, dominierte er als einer der engsten Vertrauten des Zaren schließlich vollständig. Nunmehr ohne eigenes Ministeramt, blieb er trotzdem zugleich Mitglied des Ministerkomitees; ohne ihn geschah nichts.

#### Russlandfeldzug 1812
Den Russlandfeldzug 1812 verbrachte Araktschejew anfangs beim kaiserlichen Hauptquartier, verließ aber – ohne sich in die Armeeführung eingemischt zu haben –, gemeinsam mit dem Zaren, der den Oberbefehl zunächst Barclay de Tolly, dann Kutusow überließ, die Armee und ging mit diesem über Moskau nach St. Petersburg.

„Der Generallieutenant Aractschejef. Ein Russe in jedem Sinne des Wortes, von großer Energie und Schlauheit. Er war Chef der Artillerie, und der Kaiser hatte ein großes Vertrauen zu ihm; da ihm aber die Führung des Krieges eine ganz fremde Sache war, so mischte er sich eben so wenig darein wie Wolchonski.“

Erst im Dezember 1812 kehrte er mit Alexander I. zur Armee zurück, und mit dem Kaiser zog er 1814 auch in Paris ein. Die beiden Jahre an der Seite des Kaisers, den er bereits seit dessen Knabenjahren kannte, festigten das Band des Vertrauens, das bis zum Lebensende Alexanders I. bestehen sollte.

„„In meinem Leben habe ich mich immer an dieselben Regeln gehalten: ich habe nie über meinen Dienst nachgedacht und habe Befehle wörtlich ausgeführt. Ich habe meine ganze Zeit und meine ganze Kraft in den Dienst des Zaren gestellt. Ich weiß, dass viele Leute mich nicht mögen, weil ich streng bin... aber was soll ich machen? So hat Gott mich geschaffen.““

Im April 1814 ernannte der Kaiser ihn, der in seinem ganzen Leben kein einziges, größeres Gefecht mitgemacht, geschweige denn kommandiert hatte, zum Feldmarschall. Er selbst bat jedoch darum, die Ernennung rückgängig zu machen, da er Truppen weder kommandieren noch führen könne. Als Drillmeister, voller Argwohn gegenüber seinen Untergebenen – ganz im Gegensatz zu Generalissimus Suworow oder dessen Schüler, Generalfeldmarschall Kutusow – und ohne eigene taktische oder strategische Ideen, besaß der ansonsten so durchsetzungsstarke Offizier und glänzende Organisator bei aller Rücksichtslosigkeit gegenüber Untergebenen zudem ein schwaches Nervenkostüm, das den Bedingungen eines Gefechts nicht gewachsen war und ihm von seinen Gegnern und von der Öffentlichkeit oft als Feigheit angelastet wurde.

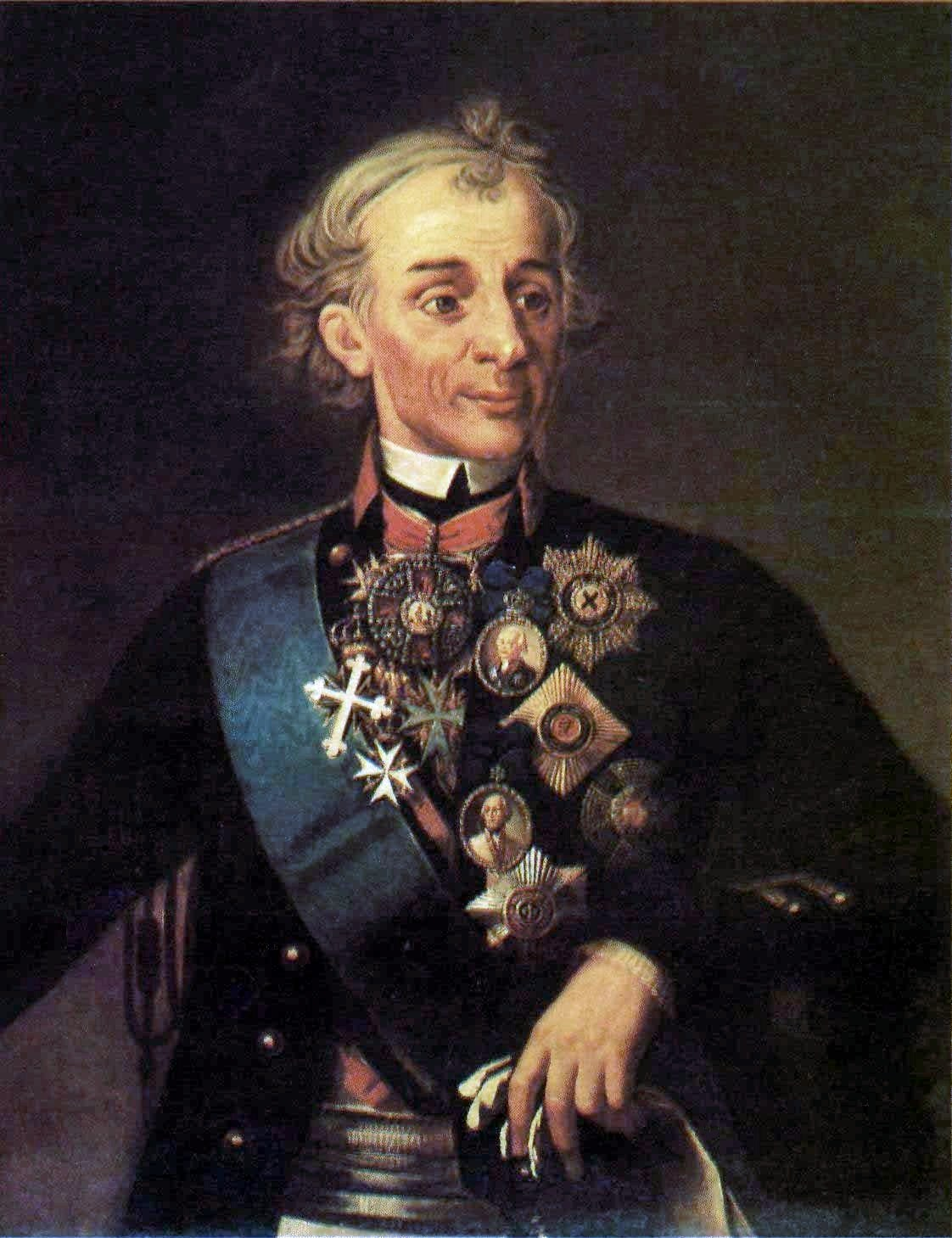
George Dawe: Generalissimus Alexander Wassiljewitsch Suworow-Rymnikski (1730–1800), postum, vor 1830

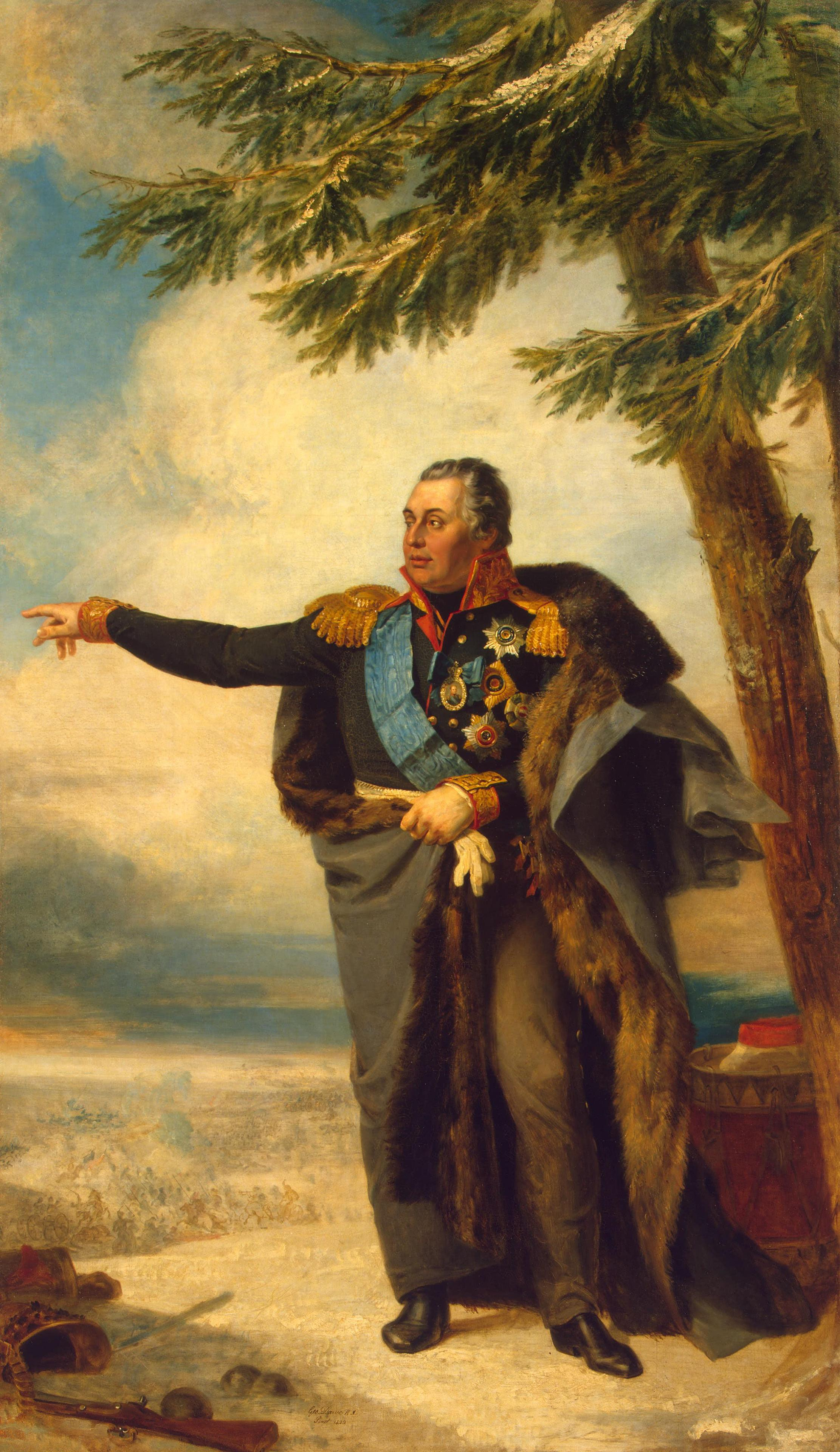
George Dawe: Feldmarschall Kutusow (1745–1813), postum, um 1830

### Auf dem Höhepunkt der Karriere

#### Leiter der Staatsgeschäfte
Bedingt durch Alexanders europäische Verpflichtungen, leitete Araktschejew ab 1815 nahezu alle Staatsgeschäfte in Russland; wenn der Zar, der sich in den Jahren von 1815 bis 1821 fast nur noch mit der auswärtigen Politik und den Verhältnissen in Westeuropa befasste, auf Reisen war, besaß Araktschejew – obwohl offiziell nur Präsident des Minister-Komitees und des Reichsratsdepartements für Militärangelegenheiten – unbeschränkte Vollmachten und konnte auf Blankoformulare des Kaisers zurückgreifen, die er nach Belieben einsetzen konnte, von denen er aber – selbst nach Ansicht seiner Gegner – in keinem Fall missbräuchlich oder für den eigenen Vorteil Gebrauch machte. „Sein mächtiger Einfluß war ein rein persönlicher und beruhte auf dem unbegrenzten Vertrauen des Kaisers.“

„Es wird nicht möglich sein nachzuweisen, daß von ihm auch nur ein Gedanke ausgegangen ist, der etwas Neues in die politische Richtung 
des Kaisers (Alexander I.) hineintrug. Er war ein Werkzeug, dem, weil er ohne jeden Vorbehalt auszuführen bereit war was ihm geboten wurde, ein unumschränkter Spielraum und absolute Gewalt gewährt wurde. Daß ihn ein furchtbarer Haß traf, den er willig und nicht ohne ein Gefühl stolzer Genugtuung auf sich nahm, steigerte in den Augen des Kaisers seinen Wert und sein Verdienst. Alexander sah sich dadurch persönlich entlastet. Er war eifersüchtig auf jede Popularität, höchst empfindlich jedem Widerspruch und namentlich jedem scharfen Urteil gegenüber, von Araktschejew war nichts dergleichen zu fürchten. Die volle Verantwortung dessen was im Reiche geschah, trifft daher den Kaiser selbst.“

Die Biographen bescheinigen ihm bei aller Machtfülle jedoch „einen bemerkenswert  gesunden Menschenverstand“, der über das rein Militärische weit hinausging, sowie eine enorme Schaffenskraft und effektive Arbeitsweise, wie er sich unter anderem beim Wiederaufbau des zerstörten Smolensk und der Bestandsaufnahme der russischen Kriegsschäden unter Beweis stellte.

„Auch muss man ihm die Gerechtigkeit widerfahren lassen, daß er bei weitem nicht alles Böse tat, was er hätte tun können, und dass, obwohl ihm nicht unbekannt sein konnte, wie tödlich er verhasst war, auch von solchen, die ihm den Hof machten, er seine Macht nicht missbrauchte, um Widersacher oder unliebige Persönlichkeiten in den Staub zu treten.“

Wie schwer es aber war, Zutritt zu dem Allmächtigen zu erhalten, durch den alle Geschäfte des Reiches gingen, schildert Graf Fjodor Petrowitsch Tolstoi in seinen Erinnerungen.

#### Gründer und Chef der Militärsiedlungen
Zudem war er ab 1817 Chef der russischen Militärkolonien, die er nach außen hin ablehnte, jedoch nach den Ideen Alexanders, ins Werk setzte und nach dem Modell seines Gutes Grusino formte. Dort pflegte Araktschejew das Prinzip einer "zu unvorstellbaren Dimensionen gesteigerten Kasernenordnung, die dem Leibeigenen die letzten Reste an Menschenwürde und Existenzmöglichkeit nahm und ihn zu einem Produkt von Züchtung und Dressur erniedrigte". Die Idee von Wehrbauern in Grenznähe, wie sie an der österreichischen Militärgrenze, mit der Ansiedlung der Kosaken und in den schwedischen Milizen realisiert worden war, wurde vom Ladogasee und Nowgorod im Norden bis zum Schwarzen Meer in der Art umgesetzt, dass die männliche Bevölkerung unter Militärrecht gestellt und damit zwangsweise in den Soldatenstand versetzt wurde; die die bisher kasernierten Soldaten wurden dann dort mit einquartiert. „Das Ergebnis waren nicht bäuerliche Grenzmilizen, sondern nach dem Muster von Gruzino Dorfkasernen, in denen der Militärdienst härter als jede Fronarbeit war“ und wo „auch die intimsten Dinge des menschlichen (Ehe-)Lebens militärisch geordnet waren“, bis hin zum Zwang zur Zeugung von Soldatenkindern.
Die Militärkolonien waren ein militärisches und sozialpolitisches Vorhaben, das Alexander I. unter größter Geheimhaltung und „mit dem Eifer eines fanatischen Reformers“ in Gang gesetzt hatte und das ihm bis zu seinem Lebensende am Herzen lag. Nur Araktschejew unterstellt, bildeten sie, außerhalb der regulären Truppen stehend, einen Staat im Staate, der um 1825 etwa ein Drittel der russischen Armee ausmachte. Seit der Gründung von St. Petersburg durch Peter den Großen im Jahr 1703 bis zur zwangsweisen Kollektivierung unter Stalins Fünfjahresplan 1929 war es das größte Projekt, das eine russische Regierung ins Werk gesetzt hat.

### Privatleben, Entlassung und Ende
Araktschejew hatte im bereits vorgerückten Alter von 37 Jahren im Jahr 1806 die 18-jährige Gräfin Anastasia Wasiliewna Khomutova geheiratet, die ihn jedoch bereits im zweiten Jahr der Ehe verließ und – kinderlos – zu ihrer Familie zurückkehrte; sie lebte seitdem getrennt von ihm. Unterhalt erhielt sie keinen, nach Araktschejews Tod gewährte ihr der Zar eine kleine Staatsrente.
Auf seinem Gut ließ Araktschejew daraufhin die Beziehung zu seiner früheren Geliebten Nastassja Fedorowna, geborene Minkin („Minkina“), wieder aufleben, die er als Leibeigene in St. Petersburg gekauft hatte und die ihm in seiner Abwesenheit das gesamte Anwesen führte. In den Mordakten wird sie später als „Schumskaja“ geführt, nach ihrem Sohn Michail Schumski (1803–1851), den Araktschejew von einem Adligen der Umgebung hatte adoptieren lassen.
Araktschejew war religiös indifferent ("Er ist zwar ein Kirchgänger, glaubt aber an wenig"); und stand den fanatischen Orthodoxen genauso uninteressiert gegenüber wie den politischen Bestrebungen der Russo- und Slawophilen oder der Konstitutionellen, die er nur ins Kalkül zog, soweit eigene Machtfragen betroffen waren.

#### Der Mordfall Schumskaja
Der Mordfall Schumskaja erregte russlandweit Aufsehen und sorgte wegen der darauf folgenden Rachejustiz dafür, dass Araktschejews Stern ins Sinken geriet.
Wegen ihrer Quälereien wurde die Geliebte und Gutsverwalterin Araktschejews, die Schumskaja oder Minkina, von dem Bruder einer Malträtierten, einem Küchenjungen, 1824 brutal ermordet. Als Araktschejew von der Tat erfuhr, war er wie von Sinnen und legte von einem auf den anderen Tag ohne Erlaubnis des Kaisers, der sich auf einer Reise in den Süden befand, von der er nicht mehr lebend zurückkehren sollte, abrupt seine Staatsämter nieder. Angesichts seiner Machtfülle kam die Staatsverwaltung, die ganz auf ihn zugeschnitten war, für die Dauer seiner Abwesenheit zum Stillstand, seine Abwesenheit beeinflusste auch Beginn und Ablauf des Dekabristenaufstands.
Araktschejew ließ durch seinen Adjutanten und späteren Nachfolger, den ebenso verhassten General Kleinmichel, ein Verfahren gegen das gesamte Gutspersonal in Gang setzen, das unter dem Verdacht der Mitwisserschaft unter der Folter verhört wurde; die minderjährigen Haupttäter sowie zahlreiche Unschuldige, darunter eine schwangere junge Frau, die bis zu ihrem Tod jede Kenntnis der Vorfälle abstritt, starben an den Folgen der verabreichten Knutenhiebe, zum Teil noch auf dem Weg nach Sibirien. Ein Untersuchungsleiter, der sich unter Hinweis auf ein entsprechendes Gesetz geweigert hatte, eine Schwangere unter der Folter zu befragen, erhielt selbst eine Freiheitsstrafe.
Somit hatte sich der sonst so penible Araktschejew in seiner Nervenkrise ohne Genehmigung selbst beurlaubt, sich über das Reichsgesetz von 1807 hinweggesetzt und das Gnadenrecht des Kaisers übergangen – Eigenmächtigkeiten, die ihn den Rückhalt bei Hofe kosteten.

„Während der Reise Alexanders erschlugen die Dienstleute auf Araktschejews Landgut Grusino die Geliebte des Grafen; dieser Mord gab Anlass zu jener gerichtlichen Untersuchung, von der die Beamten und Einwohner Nowgorods bis heute, das heißt nach siebzehn Jahren, noch voller Entsetzen sprechen.“

#### Tod Alexanders I. und Rückzug ins Privatleben
Araktschejew, der seinem Freund, dem Zaren Alexander, „in äußerster Ergebenheit“ gedient hatte, war nach und nach „zum verhassten Symbol der Reaktion“ geworden, für das es seither in Russland einen eigenen, nach ihm benannten Begriff gibt: Аракчеевщина (transkr. araktschejewschtschina).
Er „bezeichnet die erheblichen Einschränkungen der Freiheiten der Zivilbevölkerung des Russischen Reiches in der ersten Hälfte des 19. Jahrhunderts sowie den gewaltsamen Charakter der staatlichen Verwaltung“. Während der Zar sich „in seine mystische Scheinwelt einspinnen“ konnte, „wusste er die im Grunde auch von ihm angestrebte Kasernenordnung des Reiches bei Arakčeev in guten Händen“.
Im Jahr 1825 wurde Araktschejew vom neuen Zaren Nikolaus, „froh darüber, der öffentlichen Meinung ein so verhasstes Opfer bringen zu können“, verabschiedet und zog sich, nachdem er aus gesundheitlichen Gründen 1826 zum ersten Mal in seinem Leben einen längeren Urlaub genommen hatte, den er zu einer Kur in Karlsbad nutzte, auf sein Landgut Grusino zurück; nach dem Tod Alexanders I. war er nun ohne weiteren Rückhalt. Eine erneute Eigenmächtigkeit – die von Kaiser Nikolaus I. nicht genehmigte Veröffentlichung der Privatbriefe Alexanders I. – sorgten für weitere Ungnade.
In seinen letzten Jahren widmete sich Araktschejew dem Gedenken an Alexander I., den er als heiligmäßig verehrte und dessen Miniaturbild er, auch auf seinen Porträts, am Halsband trug.
Am 3. Mai 1834 starb Araktschejew, „eine einsame, ungeliebte Figur“, an einem Aneurysma und wurde neben seiner 1825 ermordeten Lebensgefährtin bestattet. Das Gut Grusino stiftete er, da er keine legitimen Erben hinterließ, dem Kadettenkorps in Nowgorod, das er schon zuvor mit 300.000 Rubeln bedacht hatte
Der Grafentitel starb mit ihm aus.
Schloss Grusino wurde – wahrscheinlich bei den Kämpfen am Wolchow – im Zweiten Weltkrieg zerstört.

## Familie
Araktschejew hielt lebenslang Kontakt zur Mutter, die den elterlichen Besitz bewohnte, verhielt sich aber abweisend, wenn sie ihn im Namen von Bekannten um Gefälligkeiten bat. Als der Zar ihr die Würde einer Hofdame der Kaiserin verlieh, lehnte Araktschejew dies unter Hinweis auf ihre ländliche Lebensweise ab. Seinem leichtlebigen Bruder Pjotr, u. a. Militärkommandant von Kiew, half er immer wieder aus finanziellen Verlegenheiten; der zweite Bruder, Andrej, starb 1814 während des Feldzugs in Bremen.
Ob Araktschejews Sohn Mikhail Schumski (1803–1851), der weder seiner Mutter noch Araktschejew ähnelte, ein untergeschobenes Bauernkind war, mit dem die kinderlose Minkina ihren Lebenspartner an sich binden wollte, ist bis heute ungeklärt. Der Sohn kam mit sechs Jahren als Schüler nach St. Petersburg, scheiterte aber in der Schule und beim Militär, da er bereits in frühen Jahren ein starker Trinker war. Araktschejew kümmerte sich zeitlebens um den Sohn, der jedoch seinen Vater vehement, bis zum völligen Bruch, ablehnte. Nach verschiedenen Anläufen als Kadett, Kammerherr und Offizier starb er schließlich völlig verarmt als Wandermönch in Archangelsk.

## Ehrungen und Stiftungen
Der russische Weltumsegler Bellingshausen benannte das am 10. Juli 1820 entdeckte Pazifikatoll Fangatau (Marshall-Inseln) nach Graf Araktschejew, der damals auf dem Höhepunkt seiner Karriere stand.
1833 stiftete Araktschejew ein Kapital, das durch Verzinsung bis zum Jahr 1925 auf zwei Millionen Rubel angewachsen war, als Preis für die beste Biographie Alexanders I. zur Auszahlung kommen sollte. Das von ihm bereits zu Lebzeiten unterstützte Kadettenkorps in Nowgorod, in dem vor allem Söhne unvermögender Adliger dienten, trug seinen Namen; das Gut Grusino ging nach seinem Tod in den Besitz dieser Truppeneinheit über.
Die Schule in Grusino ist nach ihm benannt; sie trägt heute an der Außenwand sein Porträt samt Lebenslauf.

## Zitate und Urteile
„Die Disciplin war das, was ihn am meisten fesselte, und seit 1784 Unteroffizier, wurde er Aufseher über die trägeren Cadeten und zeigte in der tyrannischen Art, wie er sie behandelte und in der unterthänigen Demuth gegen seine Vorgesetzten bereits deutlich den Charakter, der ihm im Leben treu blieb.“

„Araktschejew war einer jener russischen Charaktere, die mit rücksichtsloser Energie ihr Ziel verfolgen und mit Opfern, die im anderen Europa nicht gebracht werden können, ihre großen Erfolge erringen.“

„Staraja Russa, die Militärsiedlungen! – was für schreckliche Namen! ... Araktschejew war ohne Zweifel eine der widerwärtigsten Persönlichkeiten, die nach der Zeit Peters I. auf den Höhen der russischen Regierung aufgetaucht sind; dieser Knecht des gekrönten Soldaten, wie Puschkin ihn genannt hat, war das Ideal eines musterhaften Korporals, so wie der Vater Friedrichs II. ihn sich erträumte; er besaß eine unmenschliche Ergebenheit, mechanische Genauigkeit, die Pünktlichkeit eines Chronometers, überhaupt keine Gefühle, dafür Routine und Aktivität, gerade soviel Verstand, wie für einen Befehlsvollstrecker notwendig ist, und gerade soviel Ehrgeiz, Neid und Galle, um die Macht dem Gelde vorzuziehen. Solche Menschen sind ein wahrer Schatz für Zaren.“

„Die Kanzlei Araktschejews stellte so etwas dar wie jene Kupferbergwerke, wohin man die Arbeiter nur für einige Monate schickt, weil sie sterben, wenn man sie länger dort lässt. ... [eine] Fabrik von Befehlen und Ukasen, von Erlassen und Stiftungen.“

„Das Genie des Bösen und des Guten“

„Es ist unklar, ob es die große Rohheit des Volkes ist, die einen tyrannischen Fürsten erfordert oder ob nicht gerade durch die Tyrannei des Fürsten das Volk so roh, hart und grausam wird. (Incertum est, an tanta immanitas gentis tyrannum principem exigat: an tyrannide Principis, gens ipsa tam immanis, tamque dura crudelisque reddatur.)“

„...einer der effektivsten Verwalter der russischen Geschichte
... ein idealer Vollstrecker hochfliegender Pläne“

## Araktschejew in der Literatur
Alexander S. Puschkin wurde wegen seiner beißend-satirischen Gedichte auf Persönlichkeiten des öffentlichen Lebens, so auch auf Araktschejew, 1820–1824 in die Verbannung geschickt.
Von Tolstoi wird Araktschejewitsch unter dem Namen Sila Andrejitsch porträtiert:

„Fürst Andrei trat in das einfach ausgestattete, saubere Arbeitszimmer und erblickte am Tisch einen Mann von etwa vierzig Jahren, mit langer Taille, langem, kurzgeschorenem Kopf, mit dicken Falten auf der Stirn und zusammengezogenen Brauen über braungrünen, stumpfblickenden Augen, und mit einer hängenden roten Nase. Araktschejew wandte den Kopf zu ihm hin, ohne ihn anzusehen. ... In dem Mechanismus des Staatswesens sind solche Menschen ebenso notwendig wie die Wölfe in der gesamten Einrichtung der Natur...“

„Araktschejew, schon jahrelang von der St. Petersburger Gesellschaft verachtet und bei den unteren Rängen der Armee gefürchtet, wurde in kürzester Zeit zum verhasstesten Symbol aller enttäuschten Hoffnungen und Unterdrückungen. Man bezeichnete ihn als den schlechtesten und verabscheuungswürdigsten Ratgeber des „guten“ Zaren. 
Diese niederschmetternde Verurteilung des Generals entsprach nicht ganz der Wahrheit. Wäre er nur ein brutaler Zuchtmeister gewesen, so hätte ihm der Zar bestimmt nicht so viel Verantwortung übertragen. Pflichtgetreu besuchte er jede Provinz, in der die Franzosen gekämpft hatten und die anschließend wieder befreit wurden. Er übernahm selbst die Aufgaben des Aufbaus, indem er sowohl ungeschickte Beamte als auch leibeigene Arbeiter einschüchterte. Es war nur seine eiserne Energie, die es ermöglichte, dass Smolensk rasch wieder aufgebaut wurde, und seiner systematischen Kleinarbeit verdankte man die Bestandsaufnahme aller Kriegszerstörungen. … 
Er genoss Alexanders Unterstützung in vollem Maße: Betrug, Unterschlagung und bürokratische Schurkerei mussten als erstes ausgemerzt werden, wenn das Reich modernisiert werden sollte. Wenn der General erschien, war alles in Ordnung, sobald er abreiste, fing die alte Schlamperei wieder an.“

In der Hörspielsendung "Abschied in Taganrog" sprach Paul Dahlke die Rolle des Grafen Araktschejew.